# Babe Comes Home
Babe Comes Home é um filme de esporte e comédia mudo norte-americano de 1927, produzido e distribuído através da First National e dirigido por Ted Wilde. É considerado um filme perdido.

## Elenco
- Babe Ruth - 'Babe' Dugan
- Anna Q. Nilsson - Vernie
- Ethel Shannon - Georgia
- Louise Fazenda - garota da lavanderia
- Arthur Stone - o controlador da lavanderia
- Lou Archer - Peewee
- Tom McGuire - chefe da equipe Anjos
- Mickey Bennett - mascote
- James Bradbury, Sr. - arremessador
- Guinn Williams - beisebolista
- James Gordon - beisebolista
- Ralf Harolde
- Helen Parrish